# 枇杷螺科
枇杷螺科（學名：Ficidae），亦作琵琶螺科，是玉黍螺目之下的一個中型到大型海洋腹足纲軟體動物的科。舊屬異足目，本科物種與鶉螺總科關係密切。過往本科亦曾被歸類到鶉螺總科去，鶉螺科及唐冠螺科為姊妹分類單元。現時獨自屬於枇杷螺總科。
根據2005年的《布歇特和洛克羅伊的腹足類分類》，本科物種不再細分為亞科。2017年的《布歇特等人的腹足類分類》不變。
本科學名得名於螺殼的外型：像榕屬物種或梨的果實；而其中文名稱亦因其外型與枇杷果或樂器的琵琶外型相似。

## 分佈
本科物種有世界性的分佈，主要位於热带 及亚热带的淤泥及被泥覆蓋的 neritic zone。

## 型態描述
本科物種的螺殼雖然薄但強壯。殼口大，而且有長長的水管溝。

## 分類

### 屬
本科包括下列各屬：
- 枇杷螺屬（英语：Ficus (gastropod)） Ficus Röding, 1798[3]
- † Austroficopsis Stilwell & Zinsmeister, 1992[4]
- † Ficopsis Conrad, 1866[5]
- † Fusoficula[6]
- † Gonysycon[7]
- Thalassocyon Barnard, 1960[8]

異名：
- Ficula Swainson, 1835 : synonym of Ficus Röding, 1798
- Pirula Montfort, 1810 : synonym of  Ficus Röding, 1798
- Pyrula Lamarck, 1799 : synonym of  Ficus Röding, 1798
- Sycotypus Gray, 1847 : synonym of  Ficus Röding, 1798

## 延伸閱讀
- Arthur William Baden Powell, New Zealand Mollusca, 哈珀柯林斯, Auckland, New Zealand 1979 ISBN 0-00-216906-1

## 外部連結
- 維基物種上的相關：枇杷螺科